# Бухарская волость (Тарский уезд)
Буха́рская волость — административно-территориальная единица Тарского уезда Тобольской губернии (до 1917), Акмолинской (Омской) области (1917—1918), Тюменской губернии (1919), Омской губернии (1920—1924).
Волостной центр — город Тара (Бухарская слобода).

## История
Волость образована в 1782 году. Волостной центр был размещён в городе Таре в Бухарской слободе.
В 1822 году было введено инородческое управление по «Уставу управления инородцев Сибири». В Тарском, Тобольском, Тюменском уездах были созданы отдельные волостные органы — по правовым вопросам все бухарцы, независимо от места проживания, относились к ним.
В 1912 году из Бухарской волости были переведены населённые пункты в образованную Уленкульскую волость: выселок Аптрашитовский, юрты Аубатканские, Казатовские, Каракульские, Куйгалинские, Куюркульские, Тусказанские, Улянгульские, Чернолинские, Ялангульские.
На 1913 год в волости действовал всего один переселенческий участок.
Постановлением Сибревкома от 24 сентября 1924 года в связи с укрупнением волостей вошла в состав Екатерининской, Знаменской, Корсинской, Седельниковской волостей (преобразованных в 1925 году в Екатерининский, Знаменский, Нижне-Колосовский, Седельниковкий районы Тарского округа Сибирского края с образованием сельских советов Айткуловский, Самсоновский, Сибиляковский, Соускановский, Нижне-Колосовский, Солдатовский, Тоскинский, Седельниковский).

## Административное деление

### Состав на 1893 год
| - город Тара (Бухарская слобода) - деревня Атакская - деревня Аубаткан - деревня Казатова - деревня Каракульская - деревня Киргапская - деревня Куяркальская - деревня Мусказанская - деревня Новая - деревня Речапова | - деревня Себелякова - деревня Сеитова - деревня Соусканова - деревня Таксайская - деревня Тоскалина - деревня Туралинская - деревня Уйская - деревня Улянгульская - деревня Усть-Тарская - деревня Черналинская | - выселок Куйгалинский - выселок Кумуслинский |

### Состав на 1903 год
| - юрты Атакские - юрты Аубатканские - юрты Казатовские - юрты Каракульские - юрты Куйгалинские - юрты Курмановские - юрты Куюркульские - юрты Кыргапские - юрты Речаповские - юрты Сеитовские | - юрты Соускановские - юрты Таксайские - юрты Тусказанские - юрты Туралинские - юрты Уйские - юрты Усть-Тарские - юрты Черналинские - выселок Аптрашитовский - выселок Кумуслинский - выселок Новый | - выселок Тоскинский - выселок Умангульский - выселок Ялангульский |

### Состав на 1909 год
| - юрты Атакские - юрты Аубатканские - юрты Казатовские - юрты Каракульские - юрты Куйгалинские - юрты Куюркульские - юрты Кыргапские - юрты Речаповские - юрты Сеитовские - юрты Себеляковские | - юрты Соускановские - юрты Таксайские - юрты Тусказанские - юрты Туралинские - юрты Уйские - юрты Усть-Тарские - юрты Черналинские - выселок Аптрашитовский - выселок Кумуслинский - выселок Новый | - выселок Тоскинский - выселок Умангульский - выселок Ялангульский |

### Состав на 1924 год
| - село Сибиляково - село Сеитово - юрты Соускановские - деревня Айткулова - деревня Киргап - деревня Тимшенякова - деревня Ашировка - деревня Ишеево - деревня Курманова - деревня Кочутовская | - деревня Большие Туралы - деревня Малые Туралы - деревня Тоскино - деревня Новая - деревня Юрты Уйские |

### Административные участки
- III участок крестьянского начальника Тарского уезда с центром в селе Завьялово;
- I стан пристава Тарского уезда с центром в селе Завьялово;
- IV, VIII, IX участки полицейского урядника Тарского уезда с центром в селе Атирское, селе Кореневское, деревне Корсина;
- Тарский участок прокурора Тобольского Окружного Суда Тарского уезда с центром в городе Тара;
- I, III, IV судебно-мировой участок Тарского уезда с центром в городе Тара, селе Муромцево;
- III участок сельского врача с центром в селе Завьялово;
- Тарский участок податного инспектора Тарского уезда с центром в городе Тара;
- III район инспектора народных училищ Тарского уезда с центром в городе Тара;
- I полицейский стан Тарского уезда с центром в селе Завьялово.

### Сельские общества
- 1907 год — 16 населённых пунктов, 2 сельских общества;
- 1908 год — 16 населённых пунктов, 2 сельских общества;
- 1909 год — 16 населённых пунктов, 2 сельских общества;
- 1910 год — 24 населённых пункта, 7 сельских обществ;
- 1911 год — 17 населённых пунктов, 14 сельских обществ;
- 1912 год — 17 населённых пунктов, 14 сельских обществ;
- 1913 год — 17 населённых пунктов, 14 сельских обществ;
- 1914 год — 17 населённых пунктов, 14 сельских обществ;
- 1915 год — 15 сельских обществ.

## Промышленность и торговля
На 1908 год в волости имелся крупный маслодельный завод Айтыкина А. А. в юртах Черналинских.
На 1 января 1909 года насчитывалось 3 маслодельных завода перерабатывающих 13700 пудов молока. Имелось 3 сепаратора, 3 рабочих.

## Инфраструктура
На 1903 год в волости имелось: 7 мечетей, 3 маслодельных завода, 1 кузница, 1 торговая лавка.
На 1909 год в волости имелось: 8 мечетей, 1 торговая лавка, 1 ветряная мельница, 2 водяные мельницы, 3 кузницы.

## Религия
20 августа 1769 года по указу Императрицы Екатерины II «О воспрещении проповедникам ездить без дозволения к иноверцам и о строении мечетей на основании прежних резолюций, состоявшихся в 1793 году» и по повелению Сибирского губернатора Чичерина возводится первая в Сибири каменная мечеть в городе Таре, которая была закончена в 1802 году на средства бухарцев Айтыкиных и Шиховых. Землю под мечеть отдали в аренду городу бухарцы Шиховы, которые являлись владельцами этой земли.
Магометанские мечети имелись в следующих юртах: Себеляковы, Речаповские, Киргапские, Атакские, Аубатканские, Черналинские, Казатовские, Курмановские, Сеитовские, Тусказанские, Туралинские, Усть-Тарские, выселки Тоскинский, Уленкульский, Яланкульский.

## Население
На 1893 год в волости проживало 4425 человек (2378 м — 2047 ж) в 612 дворах.
На 1903 год в волости проживало 4408 человек (2245 м — 2163 ж) в 674 дворах, 23 населённых пунктах (16 бухарских, 7 бухарско-татарских). В волости имелись юрты со смешанным населением бухарцев и татар: Казатовские, Курмановские, Сеитовские, Таксайские, Тусказанские, Туралинские, Усть-Тарские. Юрты одновременно числились в Бухарской, татарской Аялынской и некоторых других волостях.
На 1909 год в волости проживало 4090 человек (2223 м — 1867 ж) в 779 дворах.
Национальный состав волости:
- Бухарцы;
- Татары;
- Русские;
- Тептяри;
- Монголы;
- незначительное число других.

### Крупнейшие населённые пункты
| 1868 год - инородческая деревня Туралинская — 526 чел.; - инородческая деревня Себелякова — 514 чел.; - инородческая деревня Сеитова — 475 чел.; - инородческая деревня Усть-Тарская — 230 чел.; - инородческая деревня Киргапская — 184 чел. | 1893 год - деревня Аубаткан — 723 чел.; - деревня Улянгульская — 474 чел.; - деревня Сеитова — 367 чел.; - деревня Себелякова — 314 чел.; - деревня Речапова — 272 чел. |

| 1903 год - юрты Аубатканские — 412 чел.; - выселок Ялангульский — 408 чел.; - юрты Черналинские — 308 чел.; - юрты Сеитовские — 287 чел.; - выселок Улянгульский — 271 чел. |  |  |  |  | 1909 год - выселок Ялангульский — 512 чел.; - юрты Себеляковские — 275 чел.; - выселок Умангульский — 267 чел.; - юрты Куйгалинские — 261 чел.; - юрты Сеитовские — 259 чел. |